# フォード・フィエスタ RS WRC
フォード・フィエスタ RS WRC（Ford Fiesta RS WRC）は、フォードが世界ラリー選手権 (WRC) 参戦用に開発した競技専用車（ワールドラリーカー）である。本項目では、フィエスタの競技用派生モデルについても記述する。

## 概要
フォーカスWRCの後継車として、新たにフィエスタS2000をベースにヨーロッパ・フォードとMスポーツで開発された。高い車両バランスと優れたハンドリング性能を目指して低重心化と重量物の集中化が図られ、2011年からの新しいレギュレーションに合わせる形で完成した。

## メカニズム
テクニカル・ディレクターはフォーカスWRCに引き続きクリスチャン・ロリオーが担当する。
エンジンは市販車のものをベースに開発され、低燃費と充実したトルクを実現するフォードの新世代メカニズム“EcoBoost”を採用する。チューニングはフォーカスWRCに引き続き、フランスのピポ・モチュール社が担当した。2011年参戦時点での発表値によるとボア・ストローク比は83.0mm×73.9mmで、シトロエン・DS3 WRCより1.6mmショートになっている。また最大トルクは450Nm/4000rpmで、DS3 WRCより100Nmも強力であった。
トランスミッションはXtrac製6速シーケンシャル、クラッチはM-Sport APレーシング製、ブレーキはブレンボ製のベンチレーテッドディスク&4ポットキャリパーを採用する。
ダンパーはオランダのレイガー製。サスペンション形式は規定に従いマクファーソン・ストラット式になっているが、フォーカスWRCの頃にロリオーが持ち込んだ、サスペンションストローク量を拡大するため前後のサスペンションを大胆に斜めに寝かせてマウントするという設計は継承された。

## 沿革
2010年、IRCとして開催されたラリー・モンテカルロに、テストを兼ねてスーパー2000仕様のフィエスタを投入。ミッコ・ヒルボネンのドライブで優勝し、同年10月、パリ・モーターショーではWRC仕様が一般公開された。2011年、WRCデビュー戦の第1戦スウェディッシュラリーで優勝を飾るとともに表彰台は全てフォードが独占、続く第2戦ラリーメキシコでも2位と3位を獲得、その後も再三表彰台に上がる活躍を見せた。しかし後に二人あわせて17度の王者となるセバスチャン・ローブとセバスチャン・オジェを擁していたシトロエンの牙城を崩すことはできなかった。
2012年はヒルボネンが仇敵シトロエンに移籍してしまう。代わりにヤリ＝マティ・ラトバラをエースとし、スバル放出後プライベーターとしてシトロエンのマシンを乗り継いでいたペター・ソルベルグをセカンドとして招聘するも振るわず、結局大差で敗れた。なおこの年はマッズ・オストベルグが初優勝を挙げてソルベルグを上回っているほか、後にWRC王者となるオィット・タナックが初のフル参戦を開始している。この年限りでフォードがワークス活動から撤退したため、これ以降フィエスタ RS WRCを使用するチームの体制は、マシンとパーツ供給のみのセミワークスもしくはプライベーターとなっている。
2013年はティエリー・ヌービルの急成長と共に、ステージに因ってはシトロエンを上回りフォルクスワーゲンに迫るパフォーマンスを見せたが、これはチームがヌービルの要望を聞き入れて、サスペンションのセッティングを変更したことでハンドリングが格段に向上したことも一因である。さらに、第9戦のドイツからは新しいサスペンションが導入された。ヌービルはセバスチャン・オジェに次ぐランキング2位を獲得したが、彼は新マニュファクチャラーのヒョンデへ引き抜かれてしまう。
2014年は出戻りのヒルボネンと新人のエルフィン・エバンスがフル参戦する。なおプライベーターとしてF1ウィナーで前年フィエスタのRRCでWRC2初代王者となったロバート・クビサもフィエスタRS WRCで参戦した。ヒルボネンはフォルクスワーゲントリオに次ぐ年間4位だったが、マニュファクチャラーズ選手権はシトロエンに2pts差で敗れて3位に甘んじた。
2015年はエバンスとタナックの若手二人体制となる。二人はこの後数年に渡り、Mスポーツを支えていくことになる。
フィエスタRS WRCは度重なる苦難を乗り越えながら活躍を見せるも結局無冠に終わったが、彼らの努力は2017年から導入された新規定のフィエスタWRCで遂に実ることになる。

## 派生モデル
WRCをベースにターボ用エアリストリクター径を34mm→30mm、リアウイングもパーティカル・フィンが無いシンプルな形状にしたフィエスタ RS RRCがある。この車両はスーパー2000規定の1.6Lターボ版である。ERCやAPRC等のリージョナル選手権に出場出来る仕様となっており、レギュレーションに合わせるために空力面での変更が行われるほか、RRC仕様から6時間でWRカー仕様に変更可能なパーツキットも用意されている。
またスーパー2000の後継となる”R5規定”に準拠したフィエスタ R5を開発、2013年7月1日にホモロゲーションを取得し、同月12日から開催のボヘミアラリーで実戦投入された。
そのほか、ラリー初心者向けに設定された“R2規定”に適合するフィエスタ RS R2がWRCアカデミーなどで規定車両として使用されており、R2をベースにした“R1規定”に適合するエントリーモデルのフィエスタ MS1も登場しているが、これらはWRカーと違い市販車に近いものである。